# Coronel Bicaco
Coronel Bicaco är en kommun i Brasilien.   Den ligger i delstaten Rio Grande do Sul, i den södra delen av landet, 1 500 km söder om huvudstaden Brasília. Antalet invånare är 7 748.
Trakten runt Coronel Bicaco består till största delen av jordbruksmark. Runt Coronel Bicaco är det mycket glesbefolkat, med 3 invånare per kvadratkilometer.